# Mutatis mutandis (album)
Pour les articles homonymes, voir Mutatis mutandis (homonymie).
Albums de Juliette
Ma vie, mon œuvre (vol. 1), 20 ans, 20 chansons
(2004) Bijoux & Babioles
(2008)
Mutatis mutandis est un album de la chanteuse Juliette, sorti en 2005. Le titre reprend une locution latine signifiant littéralement « ce qui devait changer ayant été changé ».

## Album
L'album parait le 10 janvier 2005, en édition limitée livre-disque tirée à 15 000 exemplaires et en édition traditionnelle, Mutatis… mutandis est le cinquième album studio de Juliette après Irrésistible, Rimes féminines, Assassins sans couteaux et Le festin de Juliette. Il s'agit du deuxième album de la chanteuse paru depuis sa signature avec le label Polydor/Universal en 2001.
La pochette de l'album est due à Samuel Stento pour les illustrations et à Franck Loriou pour les graphismes.
Juliette a placé son album sous le signe du latin, c'est-à-dire de la langue latine (chaque chanson est sous-titrée par une citation dans cette langue (sans compter la mise en musique d'un poème de Baudelaire entièrement en latin, et qui est peut-être selon elle « le premier tube avec des ablatifs depuis 2000 ans »), mais aussi des rythmes latins : salsa, samba, tango, flamenco, influences arabo-andalouses. La chanteuse qui signe également toutes les musiques et les textes, alors qu'elle faisait autrefois appel à des auteurs comme Pierre Philippe ou Bernard Joyet, reste ainsi fidèle à sa marque de fabrique : passer d'un style à l'autre avec ironie, sans jamais se prendre tout à fait au sérieux…
Mutatis mutandis est aujourd'hui l'album le plus vendu de la chanteuse avec plus de 150 000 exemplaires,.

## Chansons
| 1.    | Le sort de Circé (Mutatis mutandis)                               | 4:44 |
| 2.    | Les garçons de mon quartier (Scelera enim sceleribus tuenda sunt) | 4:26 |
| 3.    | Maudite clochette (Dies irae, dies illa)                          | 4:22 |
| 4.    | Le congrès des chérubins (Cujus cura non est, recedat)            | 5:06 |
| 5.    | Il s'est passé quelque chose (Num ultima, qui scit?)              | 4:29 |
| 6.    | Une lettre oubliée (Verba volant, scripta manent)                 | 4:42 |
| 7.    | L'ivresse d'Abhu Nawas (Bis repetita placent)                     | 5:11 |
| 8.    | La braise (Agnosco veteris vestigia flammae)                      | 3:54 |
| 9.    | Mémère dans les orties (Omnia vincit amor)                        | 4:34 |
| 10.   | Franciscae meae laudes                                            | 4:29 |
| 11.   | Fantaisie héroïque (Morituri te salutant)                         | 5:49 |
| 51:32 |                                                                   |      |

1. Le sort de Circé (Mutatis mutandis), à l'origine écrite pour Juliette Gréco, est une variation sur la figure de la magicienne qui transforma les compagnons d'Ulysse en cochons (animal emblématique de la chanteuse, dont l'une des chansons s'intitule Tout est bon dans l'cochon).
2. Les garçons de mon quartier (Scelera enim sceleribus tuenda sunt) est une cumbia colombienne dont le texte s'inspire de La vierge des tueurs, un roman de Fernando Vallejo devenu un film de Barbet Schroeder.
3. Maudite clochette (Dies irae, dies illa), qui commence comme une chanson un peu rétro gentillette pour finir dans un carnage qui s'inspire de l'histoire des sœurs Papin et de leur cadettes théâtrales, Les Bonnes de Genet.
4. Le congrès des chérubins (Cujus cura non est, recedat) est une facétie, où la chanteuse imagine des petits angelots qui se réunissent pour exprimer leurs doléances chaque année dans une chapelle florentine.
5. Il s'est passé quelque chose (Num ultima, qui scit?) est inspirée d'une nouvelle de Dino Buzzati et permet à Juliette d'utiliser des séquences imitant le son d'un train en folie qui mène ses voyageurs vers un désastre dont ils ignorent tout. La chanteuse a indiqué à la journaliste Laura Marquez que ce morceau faisait également une allusion à la catastrophe d'AZF, vue par la fenêtre d'un train[3].
6. Une lettre oubliée (Verba volant, scripta manent) est d'abord un duo avec l'acteur Guillaume Depardieu, mais surtout une chanson d'amour, cruelle et grave, évoquant un jeune soldat qui écrit à sa belle depuis le front durant la Première Guerre mondiale.
7. L'ivresse d'Abhu Nawas (Bis repetita placent) chanson que l'on trouvait dans les tout premiers albums de Juliette, ici remaniée et ré-arrangée, est inspirée d'une page des Mille et Une Nuits et évoque le désir d'un homme pour un autre.
8. La braise (Agnosco veteris vestigia flammae) un tango sentimental, s'amuse avec tous les clichés du genre.
9. Le duo avec François Morel, Mémère dans les orties (Omnia vincit amor), était à l'origine une discussion — imaginaire — entre George Sand et Alfred de Musset. Deux amants se jettent les pires insultes juste avant de se passer la bague au doigt, le tout avec courtoisie et préciosité…
10. Franciscae meae laudes commence comme une musique de chambre (les musiciens du Concert Impromptu participent à ce morceau), pour rapidement tourner à la bossa brésilienne. Le texte est de Charles Baudelaire, en latin.
11. Pour finir Fantaisie héroïque (Morituri te salutant) est une évocation des univers à la Tolkien, avec elfes, mages, demi-orques et dragons. La musique est pour sa part un pastiche des musiques de jeux vidéo, de plus les paroles évoquent clairement une partie de jeux vidéo dit Heroic-fantasy, une passion de la chanteuse[4].

La prise de son a été effectuée, comme pour tous les disques de cette chanteuse, par Gérard Lhomme au studio de Chennevières-sur-Marne. Le mixage a été fait notamment par Stuart Bruce et Renaud Letang.